# Gaurax vittipennis
Gaurax vittipennis är en tvåvingeart som först beskrevs av Thompson 1869.  Gaurax vittipennis ingår i släktet Gaurax och familjen fritflugor. Inga underarter finns listade i Catalogue of Life.